# Einar Karlsson (brottare)
Einar Karlsson, född 1 september 1908 i Stockholm, död 17 februari 1980 i Stockholm, var en svensk brottare som under sin karriär blev dubbel olympisk bronsmedaljör. Första gången i fristil i viktklassen -61 kg i Rom 1932 och andra gången i grekisk-romersk stil viktklassen -61 kg i Berlin 1936.
Karlsson var också svensk mästare i lättvikt och fjädervikt 1931–1934 och blev EM-tvåa i Rom 1934.